# Franz Xaver Maier (SS-Mitglied)
Franz Xaver Maier, auch Mair (* 7. Januar 1913 in Hausham; † 8. Juli 1970 in München), war ein deutscher SS-Untersturmführer und zweiter Schutzhaftlagerführer im Stammlager des KZ Auschwitz.

## Leben
Maier trat zum 1. Mai 1932 der NSDAP (Mitgliedsnummer 1.075.055) und später der SS bei (SS-Nummer 69.600). Er war zunächst im KZ Dachau und später bei den SS-Totenkopfverbänden im KZ Buchenwald eingesetzt. Im Juni 1940 wurde er in das neueröffnete Stammlager des KZ Auschwitz versetzt, wo er unter Karl Fritzsch zweiter Schutzhaftlagerführer wurde. Maier, der von dem Lagerkommandanten Rudolf Höß als eine der „in jeder Hinsicht unerfreulichsten Gestalten“ bezeichnet wurde, war am Vollzug der zu diesem Zeitpunkt noch verbotenen Prügelstrafe beteiligt. Er nahm Ende 1941 unter der Leitung seines Vorgesetzten Fritzsch auch an der ersten Massenvergasung mit Zyklon B im Stammlager teil, bei der 600 sowjetische Kriegsgefangene und 250 kranke polnische Häftlinge ermordet wurden. Aufgrund von Schiebereien und Veruntreuungen wurde Maier von seinem Posten entfernt. Im November 1941 wurde Fritz Seidler sein Nachfolger als zweiter Schutzhaftlagerführer im Stammlager des KZ Auschwitz. 1943 stieg Maier bis zum SS-Untersturmführer auf und wurde wenig später wegen Veruntreuung von seinem Posten entfernt.